# 菊田均
菊田 均（きくた ひとし、1948年2月21日 - ）は、日本の文芸評論家。
東京都生まれ。本姓・小橋。法政大学文学部卒業、法政大学大学院中退。江藤淳を初めて一冊の本で論じた。

## 著書
- 『江藤淳論』冬樹社、1979
- 『新世代の作家たち ヌクヌクと生きて「空白」に耐える』現代企画室　1982
- 『鑑賞日本現代文学 26巻.大岡昇平・武田泰淳』吉田熈生共編 角川書店、1990
- 『戦後作家論』高文堂出版社　1993
- 『なぜ「戦争」だったのか 統帥権という思想』小沢書店、1998

## 参考
- 文藝年鑑2007